# Edward Hargraves
Edward Hammond Hargraves (ur. 5 października 1816 w Gosport, Hampshire, zm. 29 października 1891 w Sydney) – angielsko-australijski podróżnik i odkrywca, jeden z pierwszych odkrywców złóż złota w Australii.

## Życiorys
Był trzecim synem Johna Edwarda Hargravesa i Elizabeth, z domu Whitcombe. Uczęszczał do gimnazjum w Brighton i Lewes. Mając 14 lat pływał jako chłopiec okrętowy na barku Wave kapitana Johna Listera, a w wieku 16 lat wypłynął na Clementine do Nowej Południowej Walii (1832 r.); z 27-osobową grupą wybrał się w podróż w okolice Cieśniny Torresa i na wyspy archipelagu wschodnio-indyjskiego; tam uczestnicy wyprawy nabawili się „gorączki” – dwudziestu spośród nich zmarło. Pozostali zostali przewiezieni do Europy – wśród nich Hargraves, który jednak wkrótce (1834 r.) wrócił do Australii. 

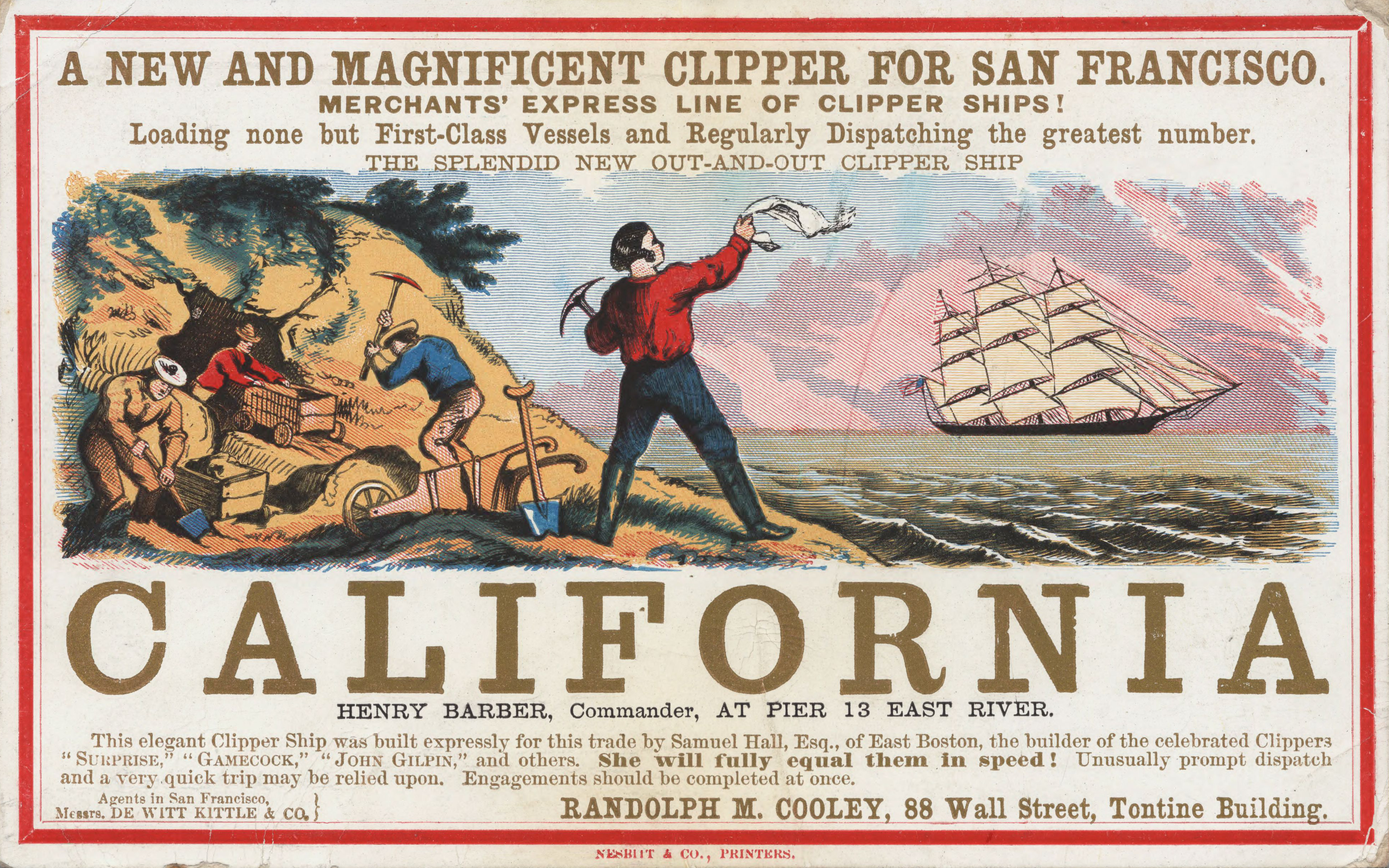
Kliper wiezie poszukiwaczy do Kalifornii

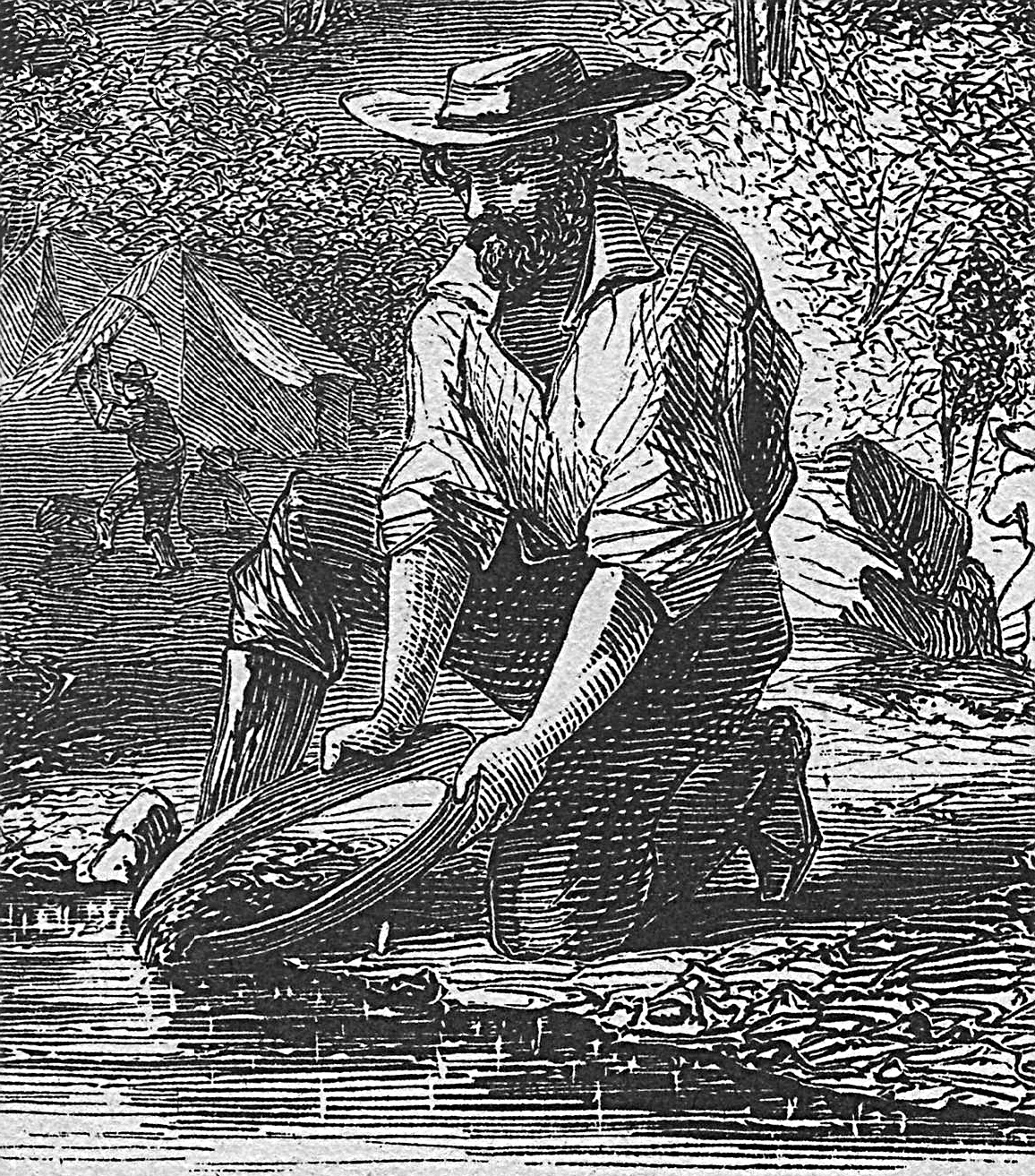
Wypłukiwanie złota z użyciem „miski”

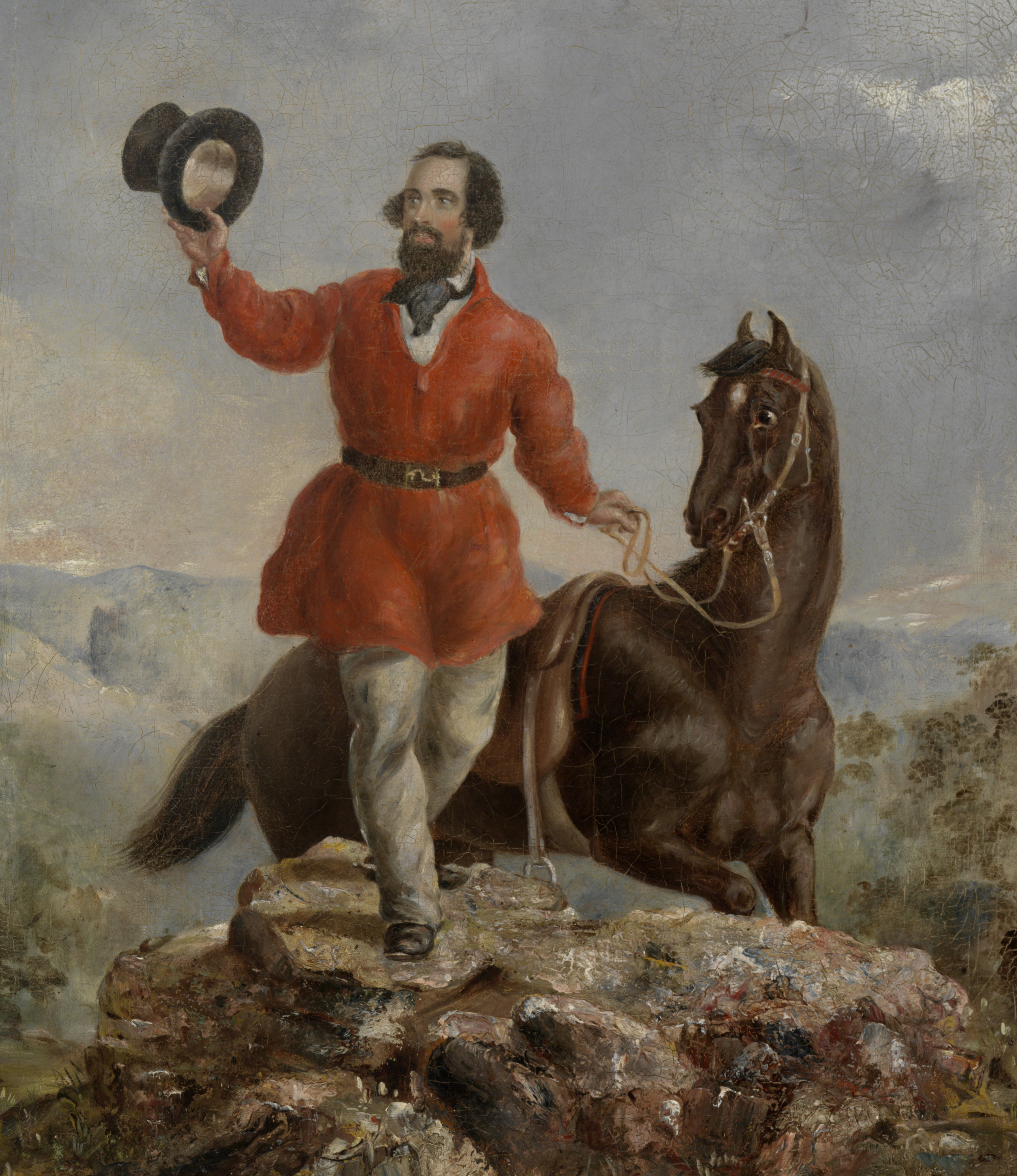
E. Hargraves pozdrawia pracowników australijskiej kopalni złota

Tam pracował m.in. w Bathurst i zbierając bêche-de-mer (strzykwy) w Cieśninie Torresa; nabył ziemię w okolicy Wollongong. W 1839 r. przeniósł się do East Gosford, gdzie był agentem General Steam Navigation Co.; z posagu żony kupił ziemię i wybudował hotel, jednak w 1843 r. zbankrutował. 
Przeniósł się nad Manning River, a po kilku latach (1849 r.) podjął niezbyt udaną wyprawę do Kalifornii w poszukiwaniu złota; korzyścią z tej wyprawy było zaobserwowanie podobieństwa kalifornijskich terenów złotonośnych do okolic Brighton i poznanie technik wydobycia. 
Po powrocie do Sydney w styczniu 1851 r. przystąpił – wraz z J.H.A. Listerem, Jamesem Tomem i jego synami – do poszukiwań w okolicy Bathurst. Nauczył partnerów kalifornijskich technik wypłukiwania złota; poszukiwania doprowadziły do znalezienia pierwszych uncji. Miejsce odkrycia Hargraves nazwał Ophir. Między poszukiwaczami doszło do nieporozumień, związanych z prawami do miana pierwszego odkrywcy i rządowej nagrody.
Hargraves otrzymał od rządu Nowej Południowej Walii kwotę 10 tys. funtów i stanowisko komisarza ziem koronnych. Po otrzymaniu nagrody zrezygnował z tego stanowiska; w czasie pobytu w Anglii został przedstawiony królowej Wiktorii jako odkrywca złota w Australii; otrzymał od wiktoriańskiego rządu nagrodę w wysokości 5 tys. funtów.
W roku 1853 komisja wyłoniona przez Legislative Council przeanalizowała wydarzenia z 1851 r. – potwierdzono kluczową rolę Hargravesa, zalecając jednak, by przekazał 2 tys. funtów innym odkrywcom (po 1 tys. funtów – Lister i bracia Tom oraz ks. William Branwhite Clarke). Hargraves polemizował z tą decyzją w swojej książce, a Lister i Tom przez wiele lat (od 1870 r.) kierowali petycje do parlamentu, wydawali broszury i drukowali pamflety w prasie. Spowodowali, że w roku 1890 sprawę ponownie rozpatrzyła komisja Zgromadzenia Ustawodawczego. Stwierdzono, że chociaż E. Hargraves nauczył współodkrywców korzystania z narzędzi do płukania złota, to niewątpliwie pierwszymi odkrywcami zasobów australijskich byli panowie Tom i Lister:

Messrs Tom and Lister were undoubtedly the first discoverers of gold obtained in Australia in payable quantity.

W 1877 r. E. Hargraves otrzymał od rządu Nowej Południowej Walii rentę w wysokości 250 funtów rocznie. Zmarł 29 października 1891 r. w Sydney.